# Rafael Ángel García
Rafael Ángel García Picado (Paraíso, 30 de julio de 1928-2 de diciembre de 2023), conocido como "Felo" García, fue un pintor, arquitecto y jugador de fútbol costarricense. Se le considera uno de los fundadores de la pintura abstracta en Costa Rica. Por su obra, se le otorgó el Premio Nacional de Cultura Magón en el año 2008. Además, jugó al fútbol profesionalmente en Inglaterra, Cuba, Venezuela y Colombia.

## Biografía
Interesado en la arquitectura, en 1947 el gobierno de Teodoro Picado Michalski, familiar distante, le concedió una beca para estudiar en el Building and Arts de Londres, pero se la retiraron cuando estalló la Revolución del 48. Así, de Londres se fue a Cuba, donde comenzó su carrera como futbolista profesional y donde conoció a Manuel de la Cruz González, artista costarricense junto al que empezó a mostrar un mayor interés por la pintura como forma de expresión. De Cuba se Marchó a Colombia para continuar jugando al fútbol y ahí descubrió los tugurios de los barrios marginales de Cali y Medellín, motivo de interés para sus primeras pinturas. En 1951 regresó a Costa Rica en donde, además de futbolista, trabajó en el MOPT. Con Teodorico Quirós Alvarado, arquitecto y paisajista, comenzó a pintar con mayor dedicación.
En 1954 vuelve a Inglaterra becado para continuar sus estudios. Allí encontrará la respuesta a sus inquietudes pictóricas en el expresionismo abstracto, movimiento a través del cual los artistas canalizaron sus sentimientos con obras donde lo importante son los elementos plásticos tales como el color, la línea, las texturas, el espacio y no la realidad objetiva. También formó, junto a otros estudiantes de su misma universidad, el grupo Nueva Visión con la intención de pintar, intercambiar ideas, criticarse y exponer en diferentes lugares.

### Regreso a Costa Rica
En 1956 vuelve a Costa Rica, donde encuentra un panorama artístico estancado e intrascendente que no le atraía y más bien le produjo rechazo. Ya en 1958 inauguró una exposición, la segunda del arte abstracto realizada en Costa Rica, causando gran impresión en el medio. Años después el propio artista recordó el impacto espantoso que causaron las obras y como la gente incluso se había burlado de ellas, diciendo que no sabía dibujar.
Posteriormente con otros artistas forma el grupo Ocho, impulsando el arte abstracto y realizando diferentes actividades culturales que llenaron el vacío existente. En esa exposición de 1958 presentó obras relacionadas con el expresionismo abstracto y la pintura matérica, que emplea materiales no tradicionales como arenas, aserrín y yeso. Paralelamente empezó a desarrollar la abstracción caligráfica y gestual propia del "action painting", tendencias en las que se introduce a través del tema de la gran ciudad con sus rascacielos y edificios amontonados. Ya en Bahía dejó de ver ese interés por la pintura gestual, con pinceladas arrastradas y espontáneas y pintura estrellada contra la tela.
Su continua experimentación lo llevó a trabajar con materiales como resina quemada, como en su obra Galaxia (1963). También realizó obras con materiales de desecho (tuercas, láminas de metal, madera, etc).  Con su impulso se creó en 1963 la Dirección General de Artes y Letras, de la que fue primer director. Gracias a su trabajo infatigable al frente de esa institución se incrementaron las actividades culturales en el país, que llegaron a prácticamente todo el territorio nacional. Comienza a pintar escenas de tugurios, mostrándonos su interés por lo urbano, que se liga a su formación como arquitecto y planificador urbanista. El tema central son los barrios marginales con casas de materiales muy pobres como cartón, latas o madera. No aparece ninguna figura humana, pero sí se intuye su presencia mediante elementos como la ropa tendida, los cables de electricidad y las luces. Estas pinturas no pretenden hacer denuncia social, la temática de vivienda pobre es para él un recurso estético.

## Obra

### Pintura
El arte, más que tener sentido, debe ser sentido por el observador. Más que reflejar el entorno, debe contribuir a reconstruirlo a partir de la sensación de lo vivido sensorialmente.
Felo García

A Felo García se le ha atribuido un temperamento inquieto, polifacético e insurrecto, lo que ha contribuido a considerársele uno los artistas de vanguardia más conspicuos de la historia de Costa Rica. Luego de su paso por Inglaterra, al retornar a Costa Rica se percató que existía una inconsistencia en la actividad artística, motivada por la ausencia de galería de artes, por lo que decide fundar una, con el nombre de Forma, y más tarde, instauró el Grupo 8, junto a otros artistas contemporáneos, con el objetivo de generar una sociedad más abierta y tolerante hacia las diversas formas de expresión artística. Además, sacó el arte del ambiente capitalino proyectándolo a espacios abiertos en las comunidades rurales del país.
Rafael Ángel García rechaza las metodologías educativas basadas en la memorización, mostrando en sus obras su asombro y aprecio por la capacidad creativa de las personas para solucionar problemas habituales cotidianos. Sus pinturas están influidas por su mirada de arquitecto, plasmando en el lienzo la realidad de que en los tugurios se vive con pobreza, pero no con miseria, en el sentido de que la pobreza tiene un origen económico, mientras que la miseria es mental, relacionada con las actitudes de las personas. Para él, las personas pobres de los tugurios resuelven sus problemas con soluciones creativas, originales y prácticas, tanto en el uso del color como en la medida de los espacios, motivado por el constante incremento del número de miembros del grupo familiar. No denuncia la pobreza, pero advierte la creatividad ante la adversidad, lo bello de lo cotidiano y llano de la gente sencilla.
García logra incluir en sus obras su capacidad de asombro, característica humana fundamental de la creación, muy ligada a los niños, que los adultos van perdiendo con el crecimiento. También creen en la comunicación e intercambio de ideas como conceptos básicos del quehacer auto-formativo. Considera que "la obra de arte no necesariamente debe ser bonita, debe ser buena", por lo que experimenta su misión formadora desde una perspectiva sensorial y vivencial. Cree en un arte democratizador, donde la gente pueda apreciar la obra sin ser especialista en la materia.
Consideraba el color como un medio de expresión artística per sé, siguiendo la corriente del expresionismo, que supone lo expresivo, lo emocional, resaltando en el color, el dinamismo y el sentimiento como componentes más relevantes de la obra. Las pinturas expresivas de Felo García conjugan técnicas y recursos plásticos muy variados. Su obra inicial fue fundamentalmente abstracta, pasando luego a una etapa donde se goza con el color y la forma, de espontaneidad creadora, pintando directamente sobre el lienzo sin boceto previo. Su obra artística se basa en la expresión de lo que siente y piensa de su entorno, utilizando el color de forma directa, liberándose de los límites lineales del dibujo, entregándose a la belleza del color y la textura.

### Escuela de Arquitectura de la UCR

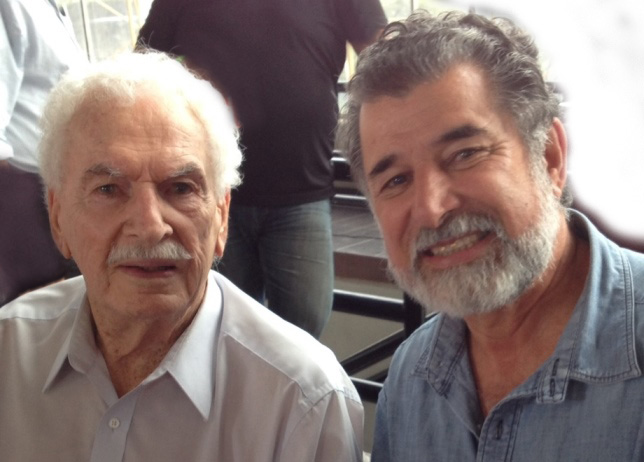
Rafael Ángel García fotografiado en octubre del 2016 como el primer Director de la Escuela de Arquitectura de la Universidad de Costa Rica junto a Ibo Bonilla como el primer arquitecto graduado en dicha escuela, que fue la primera escuela de arquitectura del país.

La Escuela de Arquitectura de la Universidad de Costa Rica se creó en 1971 y García fue el primer director hasta 1979. Junto a los arquitectos Jorge Bertheau y Edgar Brenes, todos becados en Inglaterra en docencia de la arquitectura, implantaron un programa innovador, basado en el enfoque de que el objeto arquitectónico no es ni el objetivo en sí mismo ni se forja por separado, sino que nace y se orienta en su contexto, además de que su aprendizaje debía ser integrando todas las disciplinas relacionadas en proyectos concretos en comunidades reales. Sus logros pedagógicos siguen calando la visión del urbanismo como un sistema holístico que aprovecha las sinergias, dando prioridad a un profundo sentido crítico.
Su gestión destaca en diversos aspectos, entre ellos el proyecto de investigación "Bambú, una alternativa de desarrollo" que pretendía dar una opción de construcción que solventara los problemas de la vivienda de bajos recursos. Felo García fue uno de los maestros y gestores más destacados de la plástica costarricense de la segunda mitad del siglo XX. Su labor como promotor de la cultura y dinamizador del panorama cultural costarricense le valió el sobrenombre de "El adelantado", apodo dado por sus compañeros y amigos en reconocimiento a su actitud de lucha para abrir  brecha en un medio cultural tan conservador como el que se encontró en 1956.
En 2009 Felo García gana el Premio Magón, con el cual se galardona a los máximos exponentes del arte y la cultura costarricense.
Durante la Bienal Internacional de Arquitectura de Costa Rica del año 2014, fue condecorado con mayor galardón que otorga el país en la materia: el Premio Nacional de Arquitectura de Costa Rica, por su trayectoria profesional y académica. Casualmente el símbolo del prestigioso reconocimiento es una estatuilla obra del escultor y arquitecto Ibo Bonilla, primer graduado de su escuela.